# Anapis nevada
Espèce
Anapis nevada est une espèce d'araignées aranéomorphes de la famille des Anapidae.

## Distribution
Cette espèce est endémique du département de Magdalena en Colombie,. Elle se rencontre vers San Lorenzo entre 2 200 et 2 250 m d'altitude dans la Sierra Nevada de Santa Marta.

## Description
Le mâle holotype mesure 1,08 mm et la femelle paratype 1,83 mm.

## Étymologie
Son nom d'espèce lui a été donné en référence au lieu de sa découverte, la Sierra Nevada de Santa Marta.

## Publication originale
- Müller, 1987 : Spiders from Colombia IV. Anapis nevada n. sp. and Anapisona guerrai n. sp. from the Sierra Nevada de Santa Marta (Araneida: Anapidae). Bulletin of the British Arachnological Society, vol. 7, p. 183-184.